# 真田信綱
真田 信綱（さなだ のぶつな）は、戦国時代の武将。武田信玄、勝頼の2代に仕える。幼名は源太郎。官途は左衛門尉。武田家の騎馬200騎持の侍大将。武田二十四将にも数えられる。

## 家系
甲斐国守護・武田氏に仕える他国衆・真田幸綱（幸隆）の嫡男。母は真田家の譜代家臣・河原隆正の妹・恭雲院または飯富虎昌の娘。正室は「於北様」と呼ばれ、北信濃の旧族・高梨政頼や井上次郎座衛門の娘とする説がある。子に真田与右衛門、真田信興、真田信光らがいる。与右衛門は越前松平家へ仕官した。また清音院殿は信綱の弟・真田昌幸の嫡男・信之の正室（のちに側室）になったという。

## 生涯

### 武田家の家臣時代
天文6年（1537年）生まれ。同母弟の昌幸・信尹らが幼年期から武田信玄に近侍しているため、信綱も早い時期から信玄に出仕していたと考えられている。
確実な初出史料は真田氏の氏神四阿山白山神社奥宮に奉納された父・幸綱と連名の連署で、武田家へ仕えているが初陣や出仕時期など前半生は不明とされる一方で、天文21年（1552年）8月の信濃小岩嶽城攻めで初陣を飾っているとする伝承もある。これは父・幸綱と生涯が重なるためで、前半生の大半は幸綱が前面に出ていたため、信綱の記録はほとんど見られない。父と連署していることから、この時点で既に嫡子・家督相続者としての地位を固めていたとされている。
永禄4年（1561年）の第4次川中島の戦いでは父・幸綱と共に妻女山攻撃の別働隊に加わっていた。永禄6年（1563年）の岩櫃城攻略の前後から、幸綱は上野吾妻郡での活動が主となっており、信濃の本貫地は後継者である信綱が事実上支配していたと思われる。元亀3年（1572年）には幸綱に代わって信濃先方衆の筆頭に挙げられており、この頃には世代交代が済んでいると推測されており、史料の検討から西上野侵攻作戦が行われていた永禄10年（1567年）までには継承が行われていたと考えられている。
戦場では専ら父・幸綱や弟の真田昌輝らと共に行動しており、幸綱と共に信濃国や上野国を転戦し、永禄11年（1568年）には昌輝と兄弟で駿河国攻めの先鋒を担い、永禄12年（1569年）の三増峠の戦いでは昌輝や内藤昌豊とともに殿軍を務めて戦功を挙げている。その後も主要な戦いには必ず名を連ね、主に先鋒として活躍している。また近年では箕輪城城代であったとする説も有力で、準譜代としての待遇を得ていたようである。元亀3年（1572年）の信玄の西上作戦にも従軍し、三方ヶ原の戦いでは武田軍の先手を務めて奮戦した。

### 最期

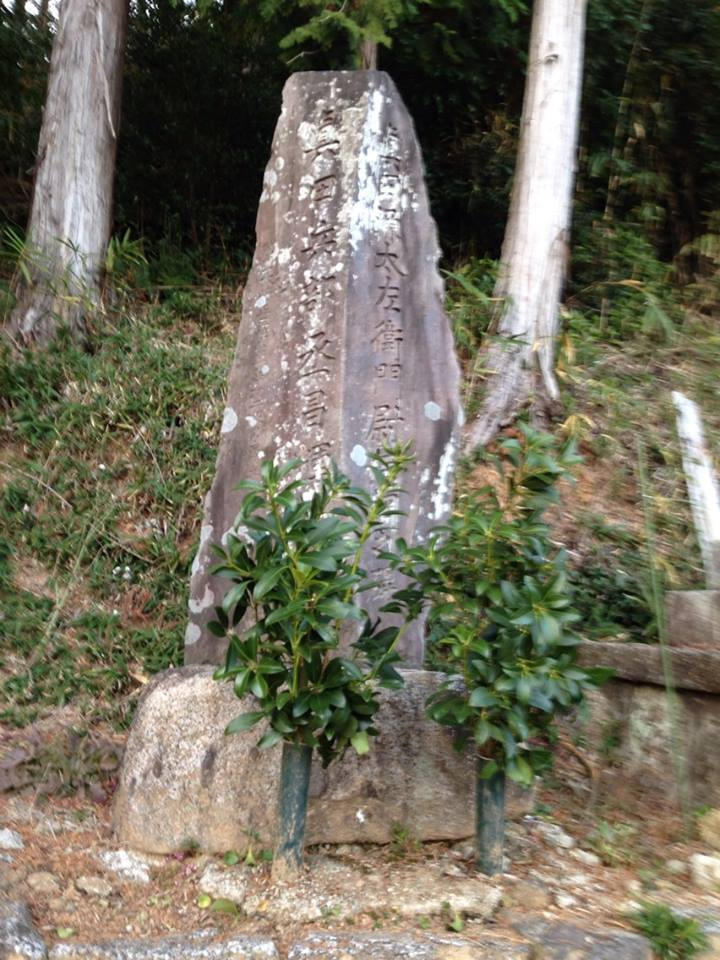
設楽原決戦場三子山に残る真田信綱、昌輝兄弟の墓。（愛知県新城市浅谷）

天正2年（1574年）5月に幸綱の死去に伴い正式に真田家の家督を継いだ信綱は、その一年後、天正3年（1575年）5月21日の長篠の戦いに真田の兵を率いて参戦した。三尺三寸の陣太刀・青江貞を振って奮戦し、馬防柵を次々なぎ倒しながら敵陣に迫るが鉄砲部隊の銃撃によって弟の昌輝と共に戦死した。享年39。設楽原古戦場に残る墓碑には、『真田源太左衛門尉信綱の碑』と刻まれている。
真田家の家督は勝頼の命令により信綱の遺児らに受け継がれることは認められず、武藤家を継いでいて勝頼本陣に詰めていたので戦死を免れていた同母弟の昌幸が継承した。法名は信綱寺殿天室道也大禅定門。
信綱を討ったのは徳川方の渡辺半十郎政綱（渡辺半蔵守綱の実弟）とされるが、実際には織田信長配下の柴田勝家、丹羽長秀、羽柴秀吉ではないかとする説もある。信綱の首は着用していた陣羽織に包まれて、家臣（近習）の北沢最蔵と白川勘解由が甲斐に持ち帰ったといい、この「血染めの陣羽織」は上田市の信綱寺に収蔵されている。なお、この2人は信綱を追って殉死し、その忠義を賞されて北沢家には300石、白川家にも200石が与えられた。
なお、信綱寺は、信綱の弟・昌幸が、位牌所として建立した寺で、この南には古城と呼ばれる尾根がある。ここは中世に真田氏が居館を構えていたと言われる由緒のある地である。

## 人物
信綱は信玄に将来を嘱望されるほどの豪勇の持ち主で、弟の昌幸も信綱の勇を尊敬していたという。甥（昌幸の次男）の真田信繁に信綱と同じ「左衛門」を名乗らせているのは信綱のように剛勇になってほしいという昌幸の期待があったといわれる。
初陣である信濃小岩嶽城攻めで一番槍の功名を挙げるなど豪勇の士であり、「若年より武勇抜群、信玄・勝頼両代のうち、攻城、野戦、その功すこぶる多し」と評されている。

## 関連作品
- 近衛龍春『真田信綱 弟・昌幸がもっとも尊敬した武田家随一の剛将』PHP研究所、2013年。